# 朱常法
贵阳王朱常法（1630年代—1641年3月15日），明朝襄忠王朱翊铭庶三子。
史料没有记载他受封的时间。崇祯十四年（1641年）二月，张献忠农民军攻占襄阳，杀朱翊铭、朱常法等。其嫡次兄襄府管理府事福清王朱常澄奏称贵阳王“冲年见害”。